# Mañeru
Mañeru est une ville et une commune de la communauté forale de Navarre (Espagne). La localité est le chef-lieu de la commune qui est située dans la comarque d'Estella orientale.
La commune est située dans la zone non bascophone de la province. Le castillan est la seule langue officielle et le basque n’a pas de statut officiel.
Le Camino francés des Chemins de Compostelle passe par cette localité.

## Géographie

### Localités limitrophes
| Nord-ouest ? | Nord Artazu     | Nord-est Obanos     |
| Ouest Cirauqui |                 | Est Puente la Reina |
| Sud-ouest ? | Sud Mendigorria | Sud-est ?           |
| Entre parenthèses sont indiqués les municipios (municipalités ou cantons) dont dépendent les concejos (communes) ou autres localités mineures. |                 |                     |

## Histoire
Durant le XIIIe siècle Mañeru appartenait aux Templiers.

## Administration
Le secrétaire de mairie est aussi celui de Artazu, Cirauqui, Guirguillano[réf. nécessaire].

## Démographie
| Évolution démographique                                 | Évolution démographique | Évolution démographique | Évolution démographique | Évolution démographique | Évolution démographique | Évolution démographique | Évolution démographique | Évolution démographique | Évolution démographique | Évolution démographique | Évolution démographique |
| 1996                                                    | 1998                    | 1999                    | 2000                    | 2001                    | 2002                    | 2003                    | 2004                    | 2005                    | 2006                    | 2007                    | 2010                    |
| ------------------------------------------------------- | ----------------------- | ----------------------- | ----------------------- | ----------------------- | ----------------------- | ----------------------- | ----------------------- | ----------------------- | ----------------------- | ----------------------- | ----------------------- |
| 365                                                     | 374                     | 354                     | 362                     | 378                     | 391                     | 388                     | 382                     | 374                     | 359                     | 372                     | 420                     |
| Sources : Mañeru et instituto de estadística de navarra |                         |                         |                         |                         |                         |                         |                         |                         |                         |                         |                         |

## Culture et patrimoine

### Pèlerinage de Compostelle
Sur le Camino francés du Pèlerinage de Saint-Jacques-de-Compostelle, on vient de Puente la Reina.
La prochaine halte est Cirauqui, qui signifie « nid de vipère » en basque, et son église San Roman (Saint Romain).

### Patrimoine civil
- Maison "El Palaciano" près de la place Mayor, a été le lieu d'une scène du film Tasio (1984) de Montxo Armendáriz[2].

### Patrimoine religieux
- Église paroissiale San Pedro avec son retable du XVIIIe siècle.